# Lista munților din Înălțimile Golan
Aceasta este o listă de munți din Înălțimile Golan.
| Nume | Înălțime               | Coordonate                                    | Note |
| --- | ---------------------- | --------------------------------------------- | --- |
| Muntele Baron (în ebraică הר בראון, Har Baron)                                                                                           | 1.056 metri (3.465 ft) | 33°09′30″N 35°46′43″E / 33.15833°N 35.77861°E | Parte a unui vulcan stins din nord-estul Înălțimilor Golan.                                                            |
| Muntele Hermon (în arabă جبل الشيخ, Jabal el-Shaykh, în ebraică הר חרמון, Har Hermon)                                                    | 2.814 metri (9.232 ft) | 33°24′58″N 35°51′27″E / 33.41611°N 35.85750°E | Părți din pantele sudice ale Muntelui Hermon se încadrează în Înălțimile Golan nordice.                                |
| Muntele Hosek (în ebraică הר חוזק, Har Hosek)                                                                                            | 1.158 metri (3.799 ft) | 33°03′14″N 35°51′01″E / 33.05389°N 35.85028°E | Parte a unui vulcan stins din estul Înălțimilor Golan.                                                                 |
| Muntele Ram (în ebraică הר רם, Har Ram, lit. Munte înalt)                                                                                | 1.188 metri (3.898 ft) | 33°14′43″N 35°47′02″E / 33.24528°N 35.78389°E | Parte a unui vulcan stins din nordul Înălțimilor Golan.                                                                |
| Muntele Shifon (în ebraică הר שיפון, Har Shifon)                                                                                         | 977 metri (3.205 ft)   | 33°04′10″N 35°46′08″E / 33.06944°N 35.76889°E | Parte a unui vulcan stins din nordul Înălțimilor Golan.                                                                |
| Mount Odem/Ras al-Ahmar (în ebraică הר אודם, Har Odem, lit. Muntele Rubin, în arabă رأس الأحمر, Ras al-Ahmar)                            | 1.100 metri (3.600 ft) | 33°11′55″N 35°45′15″E / 33.19861°N 35.75417°E | Parte a unui vulcan stins din nordul Înălțimilor Golan.                                                                |
| Tall al-Faras/Muntele Peres (în arabă تل الفرس, Tall al-Faras, în ebraică הר פרס, Har Peres)                                             | 929 metri (3.048 ft)   | 32°57′34″N 35°51′50″E / 32.95944°N 35.86389°E | Munte vulcanic situat în centrul Înălțimilor Golan.                                                                    |
| Muntele Avital/Tall Abu an Nada (în ebraică הר אביטל, Har Avital, în arabă تل أبو الندى, Tall Abu an Nada)                               | 1.204 metri (3.950 ft) | 33°06′38″N 35°47′45″E / 33.11056°N 35.79583°E | Parte a unui vulcan stins din nord-estul Înălțimilor Golan.                                                            |
| Muntele Bental/Tal Al-Gharam (în ebraică הר בנטל, Har Bental, în arabă تل الغرام, Tal Al-Gharam)                                         | 1.171 metri (3.842 ft) | 33°07′45″N 35°47′09″E / 33.12917°N 35.78583°E | Parte a unui vulcan stins din nord-estul Înălțimilor Golan.                                                            |
| Muntele Bnei Rasan/Tall al Ghassaniyah (în ebraică הר בני רסן, Har Bnei Rasan, în arabă تلّ الغسانية, Tall al Ghassaniyah)                | 1.072 metri (3.517 ft) | 33°04′49″N 35°50′04″E / 33.08028°N 35.83444°E | Parte a unui vulcan stins în estul Înălțimilor Golan. În vârful muntelui se află Parcul eolian de pe Înălțimile Golan. |
| Tall al Makhfi (în arabă تل المخفي, Tall al Makhfi)                                                                                      | 1.055 metri (3.461 ft) | 33°08′0″N 35°48′0″E / 33.13333°N 35.80000°E   | Munte în nord-estul Înălțimilor Golan, la nord de Quneitra.                                                            |
| Muntele Varda/Tall Wardah (în ebraică הר ורדה, Har Varda, lit. Muntele Trandafirilor,în arabă تل وردة, Tall Wardah)                      | 1.226 metri (4.022 ft) | 33°12′40″N 35°47′20″E / 33.21111°N 35.78889°E | Parte a unui vulcan stins în nordul Înălțimilor Golan.                                                                 |
| Muntele Yosifon/Tall Yusuf (în ebraică הר יוסיפון, Har Yosifon, în arabă تل يوسف, Tall Yusuf)                                            | 981 metri (3.219 ft)   | 33°03′24″N 35°47′49″E / 33.05667°N 35.79694°E | Parte a unui vulcan stins din centrul Înălțimilor Golan.                                                               |
| Muntele Hermonit/Tell al-Sheikh (în ebraică הר חרמונית, Har Hermonit, în arabă تل الشيخ, Tell al-Sheikh)                                 | 1.211 metri (3.973 ft) | 33°10′55″N 35°47′39″E / 33.18194°N 35.79417°E | Parte a unui vulcan stins din nordul Înălțimilor Golan.                                                                |
| Givat Orha/Tel Jukhdar (în ebraică גבעת אורחה, Givat Orha, în arabă تل جوخدار, Tel Jukhdar)                                              | 646 metri (2.119 ft)   | 32°55′39″N 35°51′09″E / 32.92750°N 35.85250°E | Deal în sud-estul Înălțimilor Golan.                                                                                   |
| Muntele Kramim/Tell Sader al-Arus (în ebraică הר כרמים, Har Kramim, lit. Munții Podgoriilor, în arabă تل صدر العروس, Tell Sader al-Arus) | 1.198 metri (3.930 ft) | 33°13′06″N 35°46′32″E / 33.21833°N 35.77556°E | Parte a unui vulcan stins în nordul Înălțimilor Golan.                                                                 |
| Tell Saki (în ebraică תל א-סאקי, Tell a-Saki, în arabă تل الساقي), Tell al-Saki)                                                         | 594 metri (1.949 ft)   | 32°51′58″N 35°49′50″E / 32.86611°N 35.83056°E | Mic vulcan stins în sudul Înălțimilor Golan.                                                                           |

## Imagini

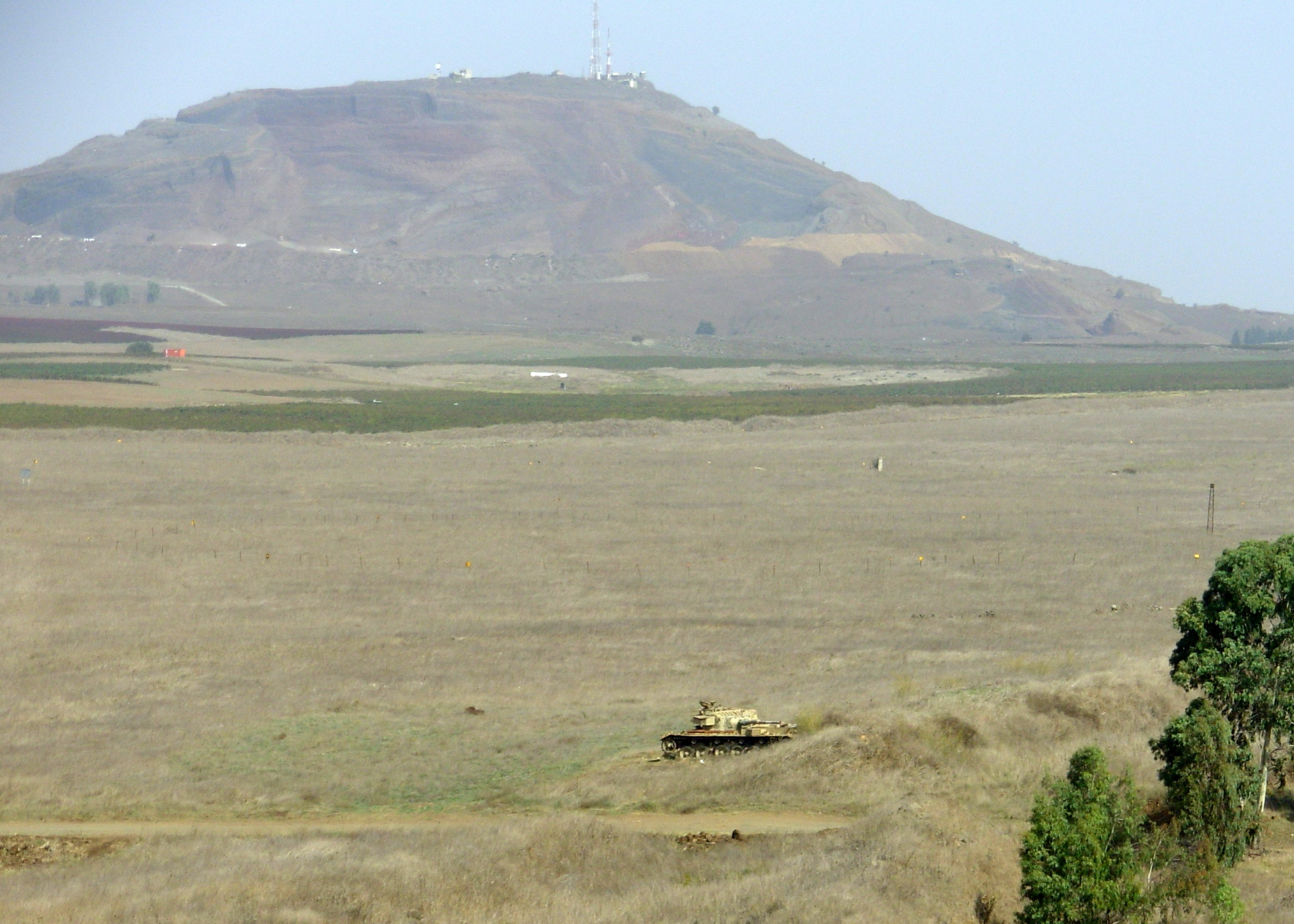
Muntele Peres/Tall al-Faras
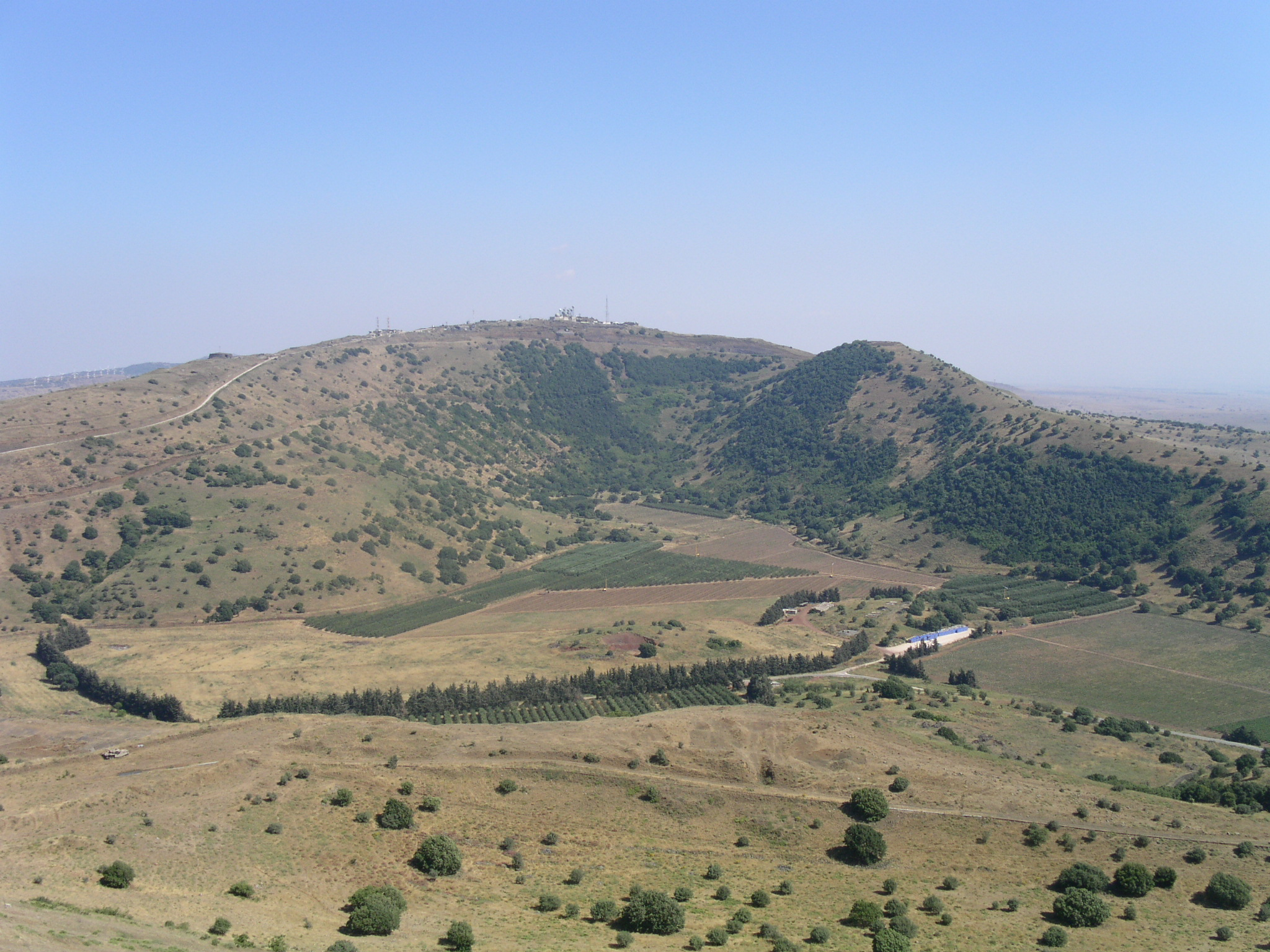
Muntele Avital/Tall Abu an Nada
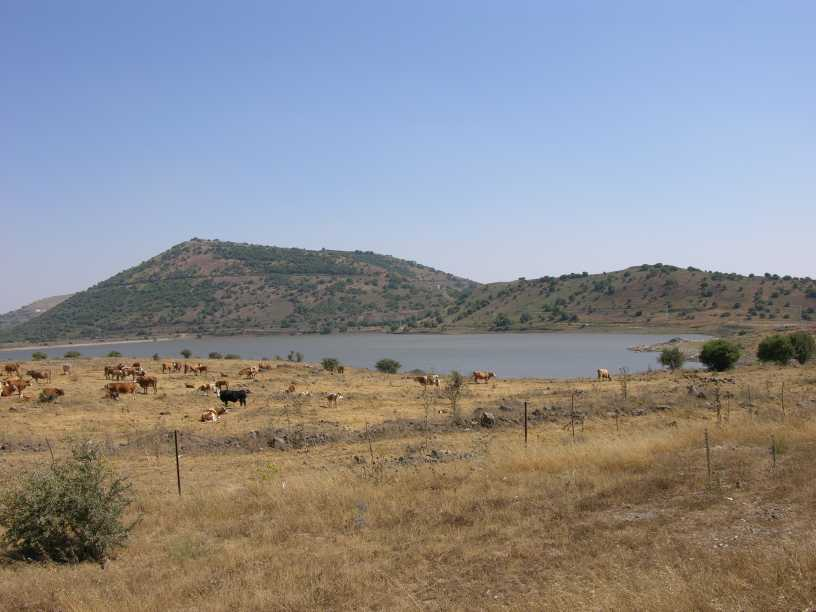
Muntele Bental/Tal Al-Gharam
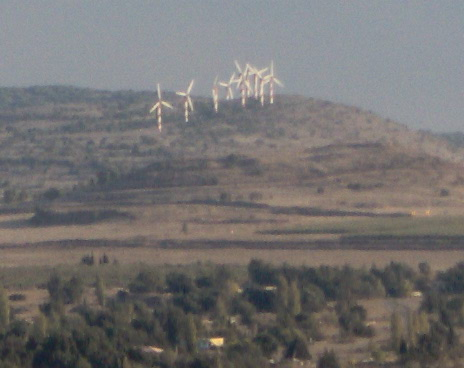
Muntele Bnei Rasan/Tall al Ghassaniyah
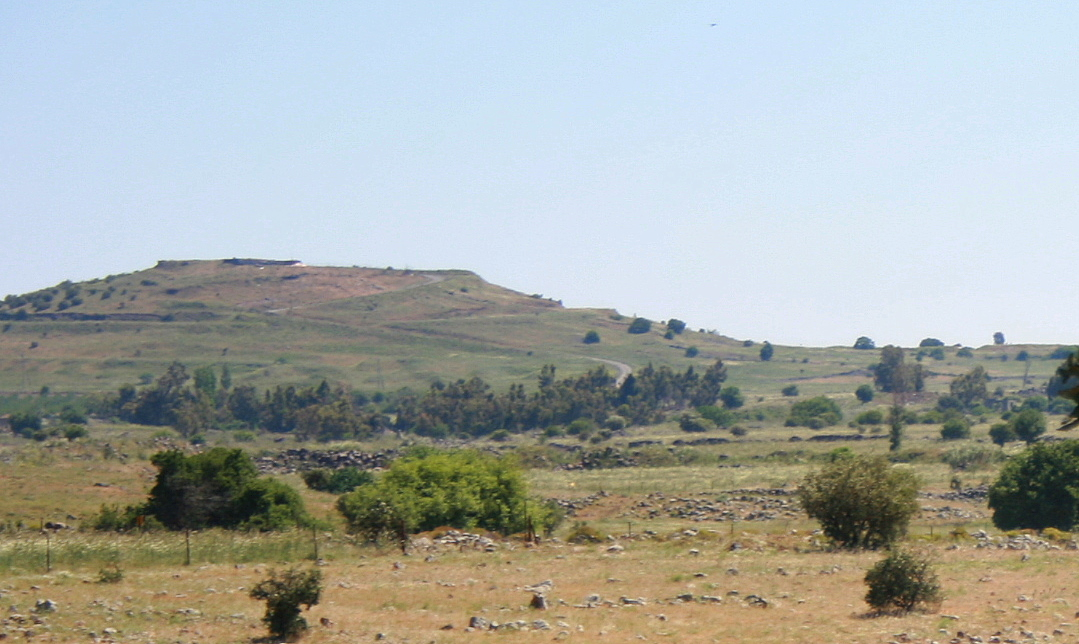
Muntele Yosifon / Tall Yusuf
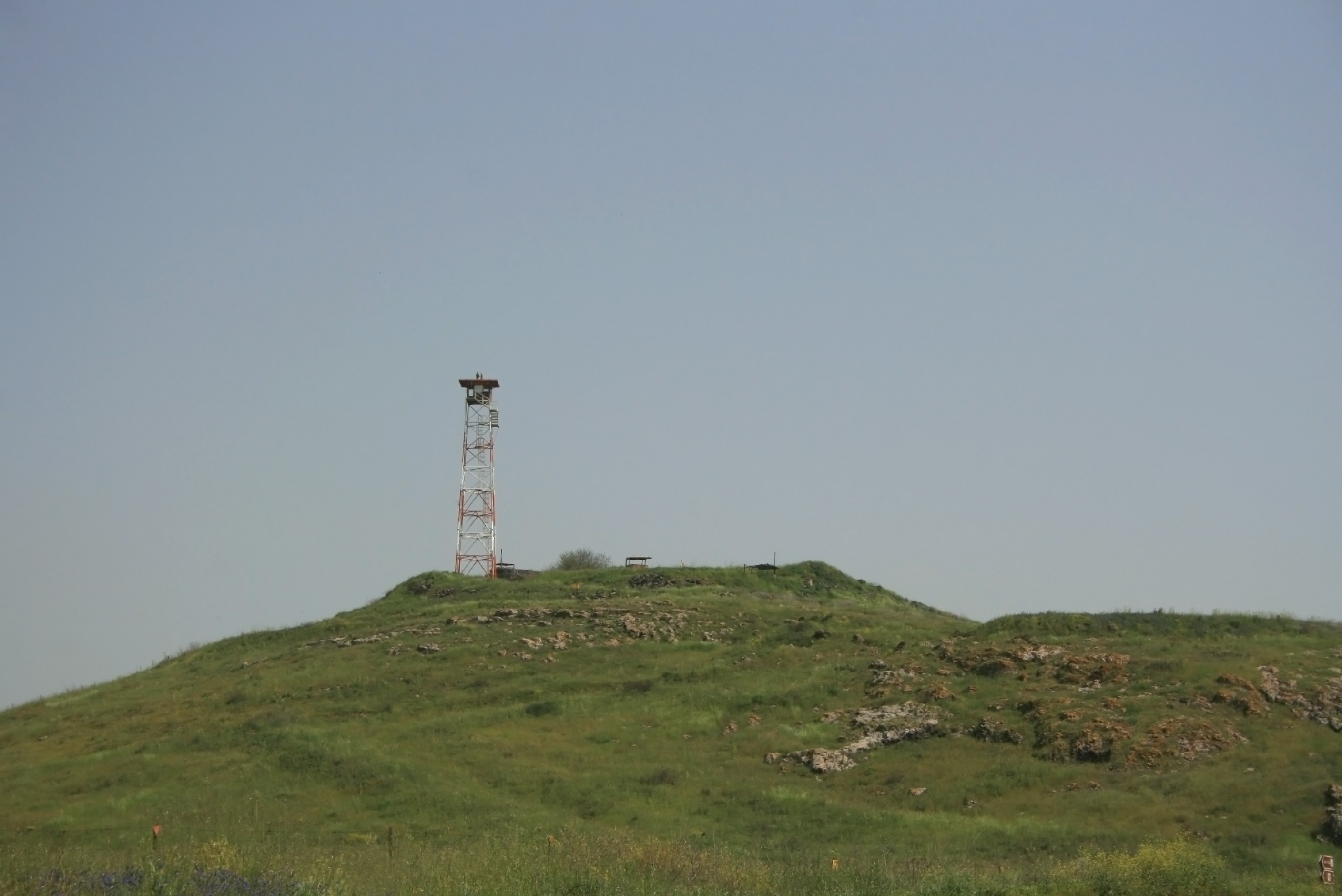
Givat Orha/Tel Jukhdar
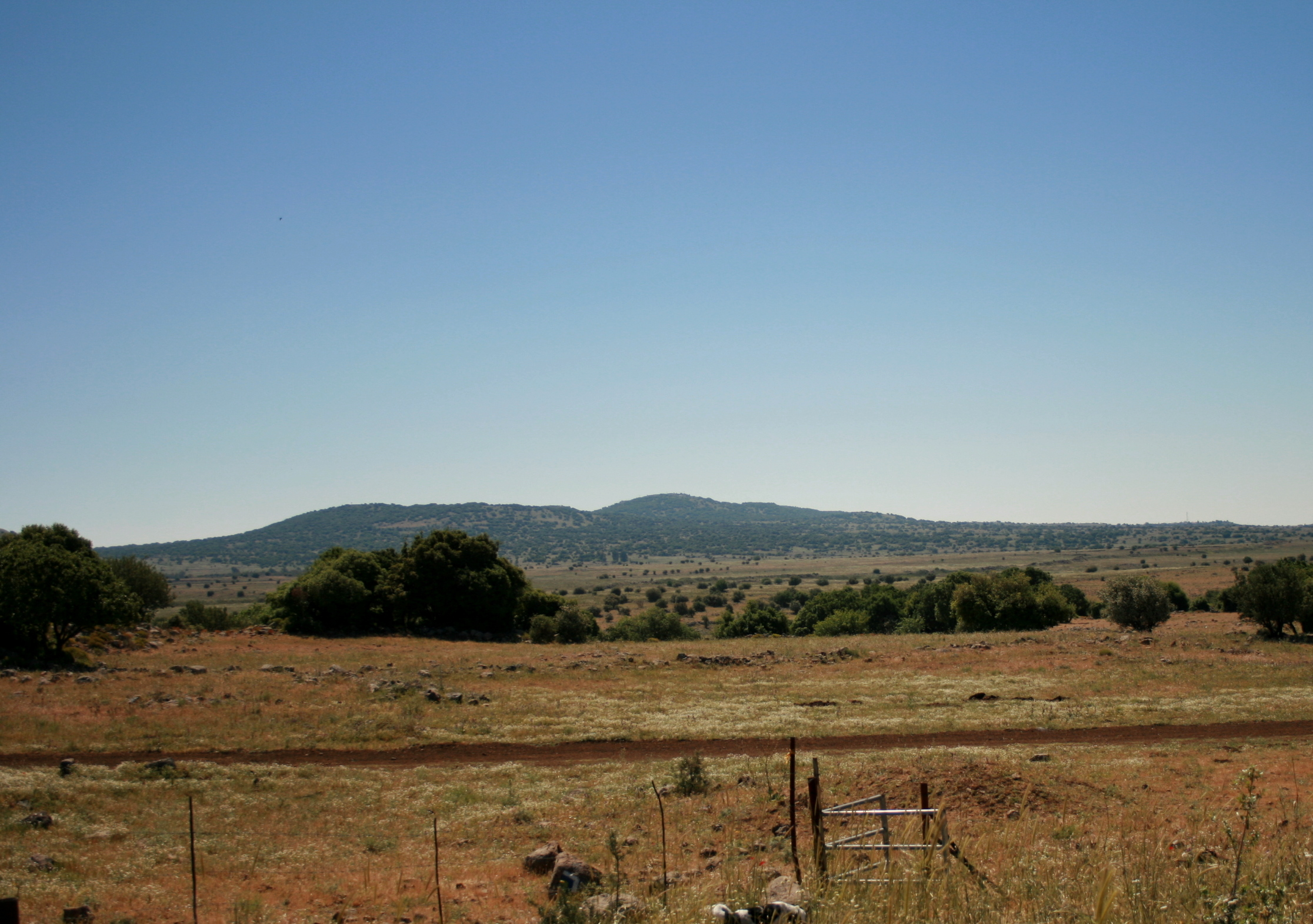
Muntele Hosek